# Трепљасти црви
Трепљасти црви (Turbellaria) су парафилетска група пљоснатих црва (Platyhelminthes), чије је тело покривено једнослојним трепљастим епителом помоћу кога се крећу. Воде слободноживећи начин живота највише у морима, мада има и слатководних врста као и оних које живе на влажним местима на копну. Малих су димензија, величине од неколико милиметара до неколико десетина сантиметара (60 cm), које достижу неке тропске врсте. Обично су јаких боја, а само је мали број врста беличаст или безбојан.
Тело им је листоликог облика и дорзо-вентрално је спљоштено па се на њему разликују :
- трбушна страна је равна и њоме обично пузе по подлози;
- леђна страна која је испупчена.
- главени део на коме се налазе различити чулни органи:
  - чулне длачице
  - чулне јамице
  - очи
  - два израштаја у виду пипака (аурикуле) на којима су чулне ћелије.

## Кожно-мишићни слој и паренхим
Кожно-мишићни слој је изграђен од:
- једнослојног, трепљастог епитела који покрива површину тела и у коме се налазе:
  - жлездане ћелије које луче слуз чиме се олакшава пузање по подлози; код неких врста овај слузави секрет може да служи за причвршћивање за подлогу или може да буде отрован;
  - ћелије са рабдитима које се сматрају посебним обликом жлезданих ћелија; рабдити су посебне штапићасте творевине које се приликом надраживања ових ћелија избацују у спољашњу средину, где у додиру са водом створе заштитни слој слузи око животиње
- базалне мембране која се налази испод епитела и његов је производ; за њу се причвршћују мишићи;
- мишића који су заслужни за кретање и распоређени су у неколико слојева следећим редоследом идући од базалне мембране ка унутрашњости тела:
  - кружни
  - коси
  - уздужни

Поред ових слојевито распоређених мишића планарије имају и дорзо-вентралне мишиће који се пружају од леђне ка трбушној страни пролазећи кроз паренхим. 
Паренхим је везивно ткиво мезодермалног порекла и састоји се од:
- звездастих ћелија спојених преко наставака и
- течности која испуњава међућелијске просторе.

Паренхимско ткиво има више улога:
- транспорт хранљивих материја од црева ка унутрашњим органима процесом дифузије, пошто крвни систем није развијен;
- транспорт штетних и непотребних материја које настају као производи метаболизма до екскреторних органа (протонефридија)
- у њему се складиште резервне хранљиве материје;
- као свако везивно ткиво даје потпору органима.

## Унутрашњи органи
Црево се слепо завршава у паренхиму и састоји се из предњег и средњег црева. Задње црево и анални отвор не постоје па се кроз усни отвор уноси храна и избацују несварени продукти. Ждрело, као део предњег црева, је добро развијено мишићаво и може да се избаци кроз уста и њиме ухвати плен. Средње црево је разгранато по читавом телу чиме се омогућава транспорт хране.
Дисање се обавља целом површином тела, а крвни систем није развијен. Излучивање се врши протонефридијама које се први пут у животињском свету јављају управо код планарија. 
Нервни систем се састоји од мождане ганглије и врпци које полазе од ње, дакле, врпчастог је типа. Код највећег броја врста од ганглије полази три пара врпци: трбушне, леђне и бочне.
Размножавају се на два начина:
- полно, имају сложен хермафродитни полни систем; иако су хермафродити веома ретко долази до самооплођења;
- бесполно – попречном деобом.

Имају велику моћ регенерације па ако се тело исече на неколико делова из сваког од њих ће се комплетирати нова јединка.

## Класификација
Према грађи црева трепљасти црви су подељени на редове:
- Acoela
- Rhabdocoela
- Alloeocoela
- Tricladida
- Polycladida
- Catenulida
- Haplopharyngida
- Lecithoepitheliata
- Macrostomida
- Nemertodermata
- Prolecithophora
- Seriata
- Temnocephalida